# Agnes Tylney

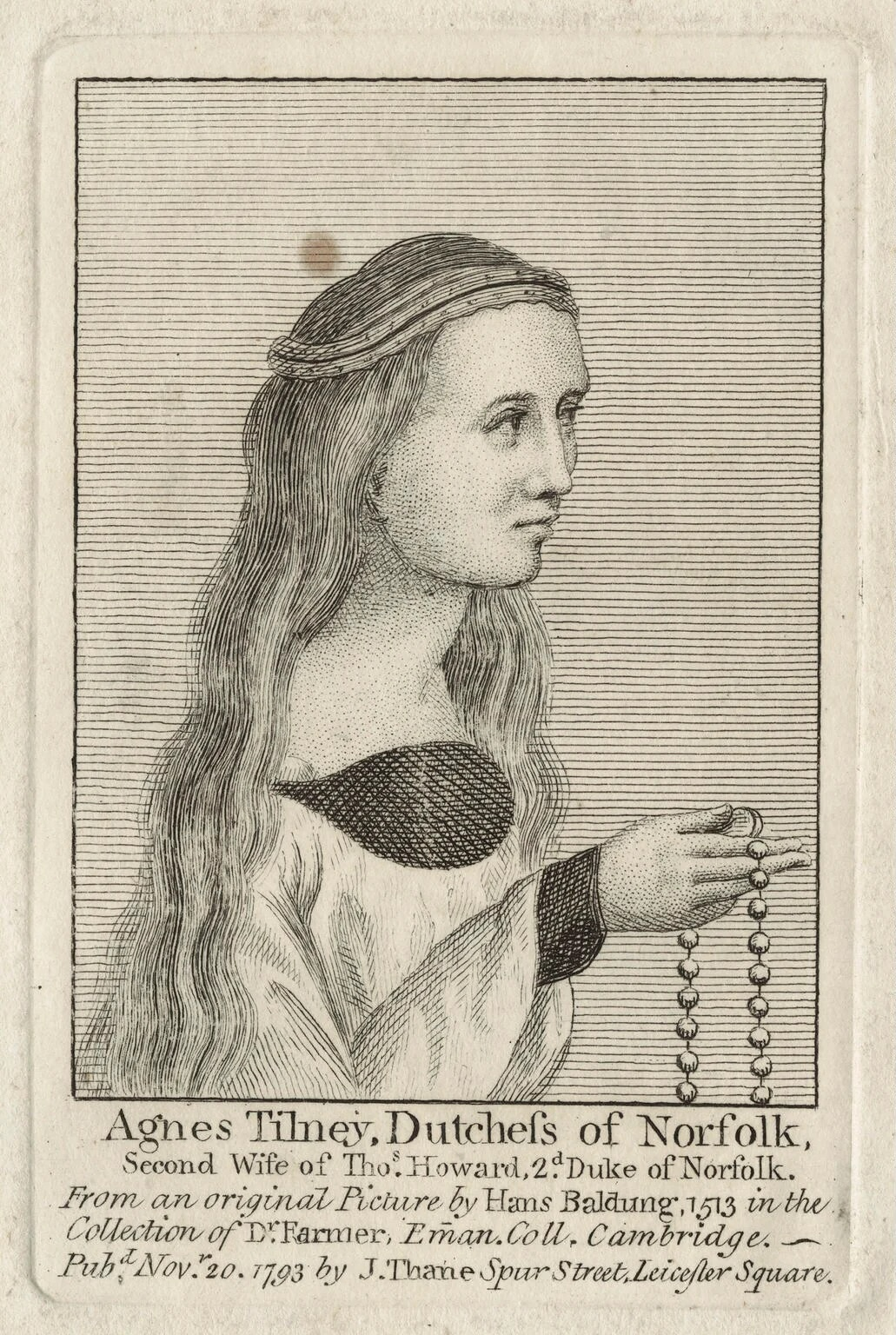
Agnes Tilney, duchessa di Norfolk, in una incisione del 1797

Agnes Tilney, duchessa di Norfolk (1477 circa – Lambeth, 31 maggio 1545), seconda moglie di Thomas Howard, II duca di Norfolk, fu la nonna di due regine d'Inghilterra: Anna Bolena e Caterina Howard, e di quest'ultima fu di fatto la tutrice per lungo tempo.

## La gloria riflessa dal matrimonio
Agnes Tilney nacque da Hugh Tilney, signore di alcune terre del Lincolnshire e da una delle figlie di Walter Taliboys, suo fratello Philip (morto nel 1553), andò a servizio presso Thomas Howard, II duca di Norfolk, sposo della loro cugina Elizabeth Tilney. Quando Thomas rimase vedovo, il 4 aprile 1497, chiese ed ottenne la dispensa papale necessaria per sposare Agnes con cui convolò a nozze il 17 agosto dello stesso anno. Il 1485 era stato l'anno della svolta nelle fortune di Thomas, lui ed il padre John Howard, I duca di Norfolk erano stati grandi sostenitori dell'esponente della casa di York Riccardo III d'Inghilterra e quando questi venne battuto dal Lancaster Enrico VII d'Inghilterra per Thomas le cose erano girate al peggio.
Riccardo era morto e così suo padre John, il titolo di conte di Surrey gli era stato revocato insieme alle terre relative ed era stato messo agli arresti. Il 1497 gli portò un cambiamento, Enrico VII gli offrì un incarico al nord e quando Thomas dimostrò di essere meritevole di fiducia venne ricompensato con la restituzione delle proprietà e del contado. Agnes visse di luce riflessa i successi del marito, la nomina a Lord Gran Tesoriere, l'entrata nel Consiglio privato di sua maestà e le numerose visite all'estero che compì con il re.
Il matrimonio di Arturo Tudor con la principessa Caterina d'Aragona nel 1501 fu opera sua e così anche il funerale dello sposo, ed erede al trono, avvenuto meno di un anno dopo fu da lui presieduto. Quando nel 1509 salì al trono il secondogenito di Enrico, Enrico VIII d'Inghilterra, Thomas ed Agnes rimasero a corte e fu lui a guidare le truppe contro gli scozzesi guidate da Giacomo IV di Scozia, cognato del re, nella Battaglia di Flodden Field del 1514, vinta da Thomas in vece del re che in quel momento stava combattendo in Francia. Quando Thomas morì il 31 maggio del 1524, era stato creato Duca di Norfolk e lasciava ad Agnes una grande eredità in termini di prestigio e di denaro.

## La gloria della vedovanza
Un'ordinanza di corte del 1526 diede ad Agnes il secondo posto entro la corte dopo la sorella del re Maria Tudor, a conferma della sua importanza e qualche anno dopo i parenti di Agnes fecero un prepotente ingresso nella vita di Enrico VIII.
Il 2 maggio 1533 dopo diverse vicissitudini il vescovo Thomas Cranmer dichiarò nullo il matrimonio di Enrico e Caterina e già da qualche mese il re doveva essere sposato segretamente con la nipote di Agnes, Anna Bolena e fu lei a portarla alla cerimonia di incoronazione avvenuta sempre in maggio e a tenere a battesimo la principessa Elisabetta I d'Inghilterra nata il 7 settembre. 
Il matrimonio di Anna con il re non fu duraturo, diverse vicende fra cui il profondo dissenso di Anna con Thomas Cromwell, primo ministro del re che voleva la dissoluzione dei monasteri e la mancanza di un erede maschio portarono il matrimonio alla rovina. Non potendo divorziare di nuovo Enrico accettò, per convinzione o altro, le prove dell'adulterio della moglie e la condannò alla decapitazione, sentenza avvenuta il 16 maggio 1536 presso la Torre di Londra.
La morte di Anna segnò il declino, almeno temporaneo di Agnes e degli Howard, il terzo matrimonio di Enrico con Jane Seymour fu allietato dalla nascita di Edoardo VI d'Inghilterra il 12 ottobre 1537 e funestato dalla morte della stessa Jane avvenuta pochi giorni dopo. Il quarto matrimonio con Anna di Clèves fu breve e gli Howard ebbero gioco facile a mettere sulla strada del sovrano la giovanissima nipote di Agnes, Caterina Howard, che allora doveva essere poco meno che ventenne.

## La gloria oscurata
Il calcolo si rivelò esatto, Enrico si infatuò della giovane e la sposò il 28 luglio 1540, il sovrano ormai cinquantenne perse la testa per la ragazza arrivando a definirla "la mia rosa senza spine". Ma Caterina trovò invece molte spine nel suo matrimonio, la primavera seguente, mentre era in viaggio con il marito, Thomas Cranmer venne informato da John e Mary Lascelles delle presunte avventure che elle avrebbe avuto con Henry Mannox e Francis Dereham (morto il 10 dicembre 1541) mentre viveva con Agnes che era sua tutrice. In novembre il re venne informato da Cranmer, Enrico confinò la moglie nei suoi appartamenti, Agnes venne informata e disse che se non era vero occorreva impedire che la nipote morisse per qualcosa che non aveva commesso. 
Sfortunatamente per entrambe diversi testimoni si fecero avanti e, che fossero sinceri o meno, arrivarono a testimoniare che Caterina era stata infedele soprattutto dopo il matrimonio, tradendo il marito con Thomas Culpeper, valletto di Enrico. Immediatamente Mannox, Dereham ed Agnes vennero convocati a corte, quando un inviato del re si recò a Lambeth a casa della duchessa scoprì che questa aveva provato a distruggere le prove della colpevolezza della nipote e questo le costò il trasferimento immediato alla Torre di Londra.
Gli interrogatori di Agnes non portarono molto frutto, ma le notizie raccolte bastarono al Concilio per condannare a morte Dereham e Culpeper accusati di essere stati gli amanti di Caterina dopo le nozze, i due vennero giustiziati il 10 dicembre a Tyburn (Londra). In quello stesso giorno Agnes venne interrogata ancora e venne accusata di aver messo intenzionalmente Caterina fra le braccia di Enrico pur sapendo della sua precedente condotta, ritenuta licenziosa, e di aver insistito perché Dereham raggiungesse la nipote a corte anche a fronte dei loro precedenti. Pochi giorni dopo Agnes venne raggiunta alla Torre dal figlio William Howard, I barone Howard di Effingham, dalla moglie di questi e dalla figlia Anna, sua figlia Katherine invece venne arrestata e portata altrove.
Il 22 dicembre William Howard, sua moglie, Agnes, diversi servitori e Mary Tilney, madre di Edmund Tilney futuro membro della corte di Elisabetta I d'Inghilterra, furono formalmente accusati di mancata denuncia di tradimento per aver nascosto gli adulteri di Caterina pur sapendo che avrebbero potuto inficiare la successione. Tutti furono condannati alla prigione a vita ed alla perdita di beni e titoli, Agnes, per rispetto all'età non venne condotta in aula. Il 6 febbraio 1542 Caterina venne condannata alla morte per decapitazione, sentenza che venne eseguita il 13 alla Torre di Londra. Benché Enrico fosse infuriato con Agnes per il ruolo che aveva giocato nella vicenda fu frenato dal Concilio che lo convinse a rilasciarla il 5 maggio dello stesso anno. Agnes morì nella propria casa di Lambeth nel maggio del 1545 e venne sepolta nel Surrey.

## Matrimonio e figli
Dal matrimonio con Thomas Howard Agnes ebbe sette figli:
- William Howard, I barone Howard di Effingham
- Thomas Howard (1511-31 ottobre 1537), fu giustiziato per la propria relazione con Margaret Douglas, nipote di Enrico VIII
- Richard Howard (morto nel 1517)
- Dorothy Howard, sposò Edward Stanley, III conte di Derby
- Anna Howard, sposò John de Vere, XIV conte di Oxford
- Katherine Howard (morta nel 1554), sposò in seconde nozze Henry Daubney, I conte di Bridgewater
- Elizabeth Howard (morta nel 1536), sposò Henry Radclyffe, II conte di Sussex